# Alessia Filippi
Pour les articles homonymes, voir Filippi.
 (septembre 2023).
Alessia Filippi, née le 23 juin 1987 à Rome, est une nageuse italienne. Elle est surtout spécialiste du style quatre nages sur longues distances et du dos. Elle vit et s'entraîne à Rome.

## Biographie
Alessia Filippi commence à nager dès l'âge de trois ans. Elle obtient ses premières victoires dans la catégorie jeune sous la houlette de l'entraîneur Riccardo Pontani. En l'an 2000 elle passe en équipe première à Aurelia Nuoto avec Cesare Butini qui l'emmènera à la convocation en équipe nationale. Lors de ses premiers Jeux Olympiques (XXVIII – Athènes 2004) elle se place 16e sur le 400 m 4 nages, mais sa renommée mondiale arrivera en 2005 avec l'or sur le 400 m 4 nages aux Jeux Méditerranéens qui lui vaudra le record d'Italie sur la distance et l'or sur le 200 m dos. Toujours en 2005, Alessia se place cinquième dans la finale du 200 m dos aux Mondiaux de Montréal. Fin 2005,  elle change d'équipe et rejoint le Centre Sportif de la Guardia di Finanza (Rome) où elle trouvera un nouvel entraîneur : Andrea Palloni.
En mars 2006, Alessia Filippi remporte la médaille d'argent sur le 400 m 4 nages aux championnats du monde en petit bassin de Shanghai, stabilisant ainsi un nouveau record d'Italie. La même année, d'autres médailles arriveront lors des championnats d'Europe de Budapest : l'or sur le 400 m 4 nages avec à la clé la meilleure performance mondiale de l'année (2006) et la 4e performance mondiale de tous les temps. Elle sera la première athlète féminine à remporter l'or dans un championnat d'Europe. Elle remportera également la médaille de bronze sur le 200 m 4 nages avec un nouveau record d'Italie. En 2007, elle retourne dans l'équipe Aurelia Nuoto mais s'entraîne au Centre Technique Fédéral de Vérone, sous la direction de l'entraîneur Cesare Butini.
Elle est supportrice de l'AS Roma et particulièrement de « Il Pupone » Francesco Totti.
En 2011, elle fait une brève pause avec la natation en participant à la version italienne de l'émission Danse avec les Stars.

## Palmarès

### Jeux olympiques
- Jeux olympiques de 2004 à Athènes (Grèce)
  - 16e sur 400 m quatre nages
  - 21e sur 200 m quatre nages
  - 22e sur 200 m dos

### Championnats du monde

#### Grand bassin
- Championnats du monde 2005 à Montréal (Canada) :
  - 5e sur 200 m dos
  - 5e en relais 4 × 100 m quatre nages
- Championnats du monde 2009 à Rome (Italie) :
  -  Médaille d'or du 1 500 m nage libre
  -  Médaille de bronze du 800 m nage libre

#### Petit bassin
- Championnats du monde 2006 à Shanghai (Chine) :
  -  Médaille d'argent sur 400 m quatre nages
  - 4e sur 200 m dos
  - 4e en relais 4 × 200 m nage libre
  - 7e en relais 4 × 100 m nage libre

### Championnats d'Europe
- Championnats d'Europe 2006 à Budapest (Hongrie) : 
  -  Médaille d'or sur 400 m quatre nages
  -  médaille de bronze sur 200 m quatre nages

## Records personnels

### Bassin 50 mètres
- - 100 m dos : 1 min 1 s 52 (record d'Italie)
  - 200 m dos : 2 min 9 s 04 (record d'Italie)
  - 200 m 4 nages : 2 min 13 s 08 (record d'Italie)
  - 400 m 4 nages : 4 min 35 s 80 (record d'Italie)
  - 100 m nage libre : 58 s 05
  - 200 m nage libre : 1 min 59 s 26
  - 400 m nage libre : 4 min 8 s 43
  - 800 m nage libre : 8 min 20 s 70 (record d'Italie)

### Bassin 25 mètres
- - 200 m nage libre : 1 min 58 s 5
  - 400 m nage libre : 4 min 3 s 82
  - 800 m nage libre : 8 min 12 s 84 (record d'Italie)
  - 1 500 m nage libre : 16 min 14 s 3
  - 50 m dos : 29 s 26
  - 100 m dos : 1 min 1 s 25
  - 200 m dos : 2 min 6 s 32 (record d'Italie)
  - 100 m papillon : 1 min 3 s 3
  - 200 m 4 nages : 2 min 13 s 74
  - 400 m 4 nages : 4 min 29 s 86 (record d'Italie)